# Articolo 67 della Costituzione italiana
L'articolo 67 della Costituzione italiana fu scritto e concepito per garantire la libertà di espressione ai membri del Parlamento italiano eletti alla Camera dei deputati e al Senato della Repubblica. In altre parole, per garantire la democrazia i costituenti ritennero opportuno che ogni singolo parlamentare non fosse vincolato da alcun mandato né verso il partito cui apparteneva quando si era candidato, né verso il programma elettorale, né verso gli elettori che, votandolo, gli avevano permesso di essere eletto a una delle due Camere (divieto di mandato imperativo). Il vincolo che lo lega agli elettori assume, invece, la natura di responsabilità politica.

## Divieto di mandato imperativo
(Costituzione della Repubblica Italiana, articolo 67)
La norma contenuta nell'articolo 67 non è un'esclusiva della costituzione italiana, ma è comune alla quasi totalità delle democrazie rappresentative. Essa deriva dal principio del libero mandato (ovvero del divieto di mandato imperativo), formulato da Edmund Burke già prima della Rivoluzione francese, nel suo famoso Discorso agli elettori di Bristol, tenuto il 3 novembre 1774, dopo la sua vittoria elettorale in quella contea. In quel discorso, Burke propugnò la difesa dei principi della democrazia rappresentativa contro l'idea, da lui considerata distorta, secondo cui gli eletti dovessero agire esclusivamente a difesa degli interessi dei propri elettori:
(Edmund Burke, Discorso agli elettori di Bristol, 3 novembre 1774)
Il principio fu poi ulteriormente elaborato da Emmanuel Joseph Sieyès, e fu inserito nella Costituzione francese del 1791: 
(Costituzione francese del 1791)
Il divieto di mandato imperativo sancito dai rivoluzionari francesi si pone agli antipodi della situazione presente nelle assemblee rappresentative nell'Ancien Régime: ad esempio, negli Stati generali francesi vigeva un vincolo di mandato che instaurava, tra eletto ed elettori, un rapporto di rappresentanza analogo a quello privatistico.
Un divieto simile a quello della carta rivoluzionaria francese è incorporato anche nello Statuto Albertino: 
(Statuto Albertino)
I deputati, dunque, esercitano la rappresentanza dell'intera Nazione e non dei singoli cittadini, e ancor meno dei partiti, delle alleanze, dei movimenti o di qualsiasi altra forma d'associazione organizzata con il fine di ottenere voti per essere eletti membri del Parlamento italiano. L'assenza di vincolo di mandato rende legittimo per i parlamentari il passaggio a un gruppo parlamentare diverso da quello originario, relativo alla lista di elezione.
Il mandato imperativo era invece parte integrante delle costituzioni degli stati socialisti - che assoggettano a vincolo il mandato rappresentativo dei membri delle assemblee ai diversi livelli territoriali, fino al parlamento nazionale, rendendone possibile la revoca da parte del partito comunista di appartenenza, vero dominus dell'iniziativa politica in tali sistemi - ed è all'origine delle critiche che il sistema europeo dei diritti umani ha rivolto agli stati ex sovietici nel corso della loro transizione alla democrazia.
Il vincolo di mandato attualmente vige soltanto in Portogallo, a Panama, in Bangladesh e in India.. Da aggiungere il Nicaragua, dove la Costituzione prevede che il deputato che entri in conflitto con il partito nelle cui liste è stato eletto passi dalla condizione di titolare a quella di supplente.

## Divieto di mandato e disciplina di partito
Secondo alcuni studiosi, come Pietro Virga, l'appartenenza al partito, che si traduce nell'affiliazione ai gruppi parlamentari, espressione dei partiti nel Parlamento italiano, con il conseguente rispetto della relativa disciplina, si tradurrebbe, di fatto, in una violazione del principio di libertà di mandato. Tuttavia secondo una diversa dottrina (Manlio Mazziotti di Celso, Paolo Biscaretti di Ruffia, Costantino Mortati), la disciplina dei gruppi non è in grado di comprimere il diritto, dal momento che il parlamentare può sempre esprimersi (e votare) in maniera difforme alle direttive del gruppo di appartenenza.
Questa libertà è riconosciuta nei regolamenti parlamentari di Camera (art. 83, 1º comma del regolamento) e Senato (art. 84, 1º comma del regolamento) da apposite disposizioni regolamentari che permettono la possibilità di autonoma iscrizione a parlare per quei parlamentari che vogliano esprimere posizioni dissenzienti rispetto al gruppo di appartenenza. Ciò tuttavia non esclude conseguenze di natura politica a carico dell'eletto dissenziente che può infatti essere oggetto di sanzioni disciplinari che arrivano fino all'espulsione dal partito o alla non ricandidatura alle successive elezioni.